# Viktorija Daujotytė
Viktorija Daujotytė (ur. 1 października 1945 w miejscowości Keiniškė, w okręgu telszańskim) – litewska literaturoznawca, badaczka literatury, krytyk literacki i pedagog. Odznaczona Orderem Wielkiego Księcia Giedymina za wybitne zasługi dla państwa litewskiego. 

## Życiorys
Viktorija Daujotytė urodziła się 23 grudnia 1944 roku jednak z powodu działań wojennych akt urodzenia został zarejestrowany z datą 1 października 1945 roku i taka data jest najczęściej podawana. W 1968 roku ukończyła naukę na Uniwersytecie Wileńskim, gdzie studiowała język litewski i literaturę. W latach 1968–1969 pracowała jako korektor w magazynie „Pergalės”. W 1972 roku uzyskała tytuł doktora filologii i rozpoczęła pracę na Wydziale Języka i Literatury Litewskiej na Uniwersytecie Wileńskim.
Główne obszary zainteresowań naukowych Daujotytė to: literatura litewska, fenomenologia literatury, krytyka literacka. Zajmuje się głównie poezją i interpretuje literaturę w aspekcie problemów egzystencjalnych. Jest autorką wielu prac naukowych z zakresu literatury wydanych samodzielnie i przy współpracy z innymi literaturoznawcami. Na język polski została przetłumaczona książka o Czesławie Miłoszu, którą napisała wspólnie z Mindaugasem Kvietkauskasem - Litewskie konteksty Czesława Miłosza.
Za działalność na polu naukowym otrzymała wiele nagród literackich i państwowych, m.in. w 2002 roku otrzymała jedno z najwyższych odznaczeń litewskich za wybitne zasługi – Order Wielkiego Księcia Giedymina, w 2008 roku otrzymała Literacką Nagrodę im. Gabrielė Petkevičaitė-Bitė, a w 2015 roku Literacką Nagrodę im. Antanasa Baranauskasa.   